# Ninmjó
Ninmjó (japonsky 仁明天皇, Ninmjó Tennó, 810 – 21. březen 850) byl v pořadí 54. japonským císařem, vládl od roku 833 až do své abdikace v roce 850. Jeho vlastní jméno bylo Masara.
Ninmjó byl druhým synem císaře Sagy a jeho manželky Tačibany no Kačiko. Na trůn nastoupil poté, co v roce 833 abdikoval tehdejší císař Džunna, který byl Ninmjóovým strýcem. Ninmjó okamžitě po svém nástupu na trůn jmenoval korunním princem, a tím i nástupcem na trůnu, Džunnova syna. Po devíti letech, tedy v roce 842 vzal své staré rozhodnutí zpět a korunním princem jmenoval svého prvorozeného syna Mičijasua, který byl synem Ninmjóovy manželky Fudžiwary no Džunši.
V roce 850 Ninmjó abdikoval ve prospěch Mičijasua, který se stal císařem Montokuem. Po skončení vlády Montokua se králem stal další Ninmjóův syn, Tokijasu.
| Japonští císaři    | Japonští císaři | Japonští císaři   |
| ------------------ | --------------- | ----------------- |
| Předchůdce: Džunna | 833–850 Ninmjó  | Nástupce: Montoku |